# تری‌متیل فسفات
تری‌متیل فسفات (به انگلیسی: Trimethyl phosphate) با فرمول شیمیایی (CH۳)۳PO۴ یک ترکیب شیمیایی با شناسه پاب‌کم ۱۰۵۴۱ است. که جرم مولی آن ۱۴۰٫۰۸ می‌باشد. شکل ظاهری این ترکیب، مایع بی‌رنگ است.